# JKテルヴィス・パルヌ
JKテルヴィス・パルヌ（エストニア語: JK Tervis Pärnu）はエストニア、パルヌを本拠地として存在していたサッカークラブチームである。
1922年創設。1992-93シーズンから1995-96シーズンの間はメスタリリーガ（1部）とエシリーガ（2部）を行き来していたが、1996年にクラブの名称をレールSK (Lelle SK) に変更した。その後、1999シーズン終了時に2部リーグへ降格。2001シーズン終了時には3部にまで降格した。1シーズンで2部復帰を果たした後、クラブ名を元のKテルヴィス・パルヌに戻した。2005シーズン終了とともに活動を停止した。

## タイトル

### 国内タイトル
- エシリーガ（2部）: 2回
  - 1992-93, 1994-95
- IIリーガ（4部）: 1回
  - 2002

### 国際タイトル
なし

## 歴代在籍選手
- アンドレス・オペル
- インドレク・ゼリンスキ
- セルゲイ・テレフホフ
- マルティン・カールマ
- ライオ・ピーロヤ
- ウルマス・ローバ
- リーヴォ・レートマ
- ターヴィ・ラーン